# George Orwell
George Orwell, właśc. Eric Arthur Blair (ur. 25 czerwca 1903, zm. 21 stycznia 1950) – brytyjski pisarz i publicysta, uczestnik hiszpańskiej wojny domowej. Urodzony w Motihari w Biharze, do Anglii przyjechał w 1907. Jego dzieła odzwierciedlają inteligencję, dowcip i wrażliwość na nierówności społeczne. Zagorzały krytyk systemów totalitarnych, zwolennik socjalizmu demokratycznego. Często uznawany za najlepszego kronikarza angielskiej kultury XX wieku, Orwell pisał powieści i felietony; zajmował się także krytyką literacką. Za jego najbardziej znane dzieła uznawane są: futurystyczna, antyutopijna powieść Rok 1984 i satyryczna opowieść będąca alegorią systemu totalitarnego Folwark zwierzęcy. Obie te książki sprawiły, że Orwell należy do grona najbardziej popularnych pisarzy XX wieku.
Wywarł istotny wpływ na współczesną kulturę. Przymiotnik „orwellowski” określa sytuacje, w których system zagraża wolności jednostki bądź całych społeczeństw, szczególnie w zakresie prywatności. Zwroty takie jak „Wielki Brat patrzy”, czy „Wszystkie zwierzęta są równe, ale niektóre są równiejsze” oraz takie pojęcia, jak „nowomowa” („new-speak”), „policja myśli” („thought police”), „dwójmyślenie” („doublethink”) i „myślozbrodnia” („thoughtcrime”) są używane w potocznym języku. Rok 1984 był także inspiracją dla stworzenia popularnego reality-show Big Brother, emitowanego w kilkunastu krajach.

## Życiorys
Jego rodzina pochodziła z klasy średniej. Był synem Richarda Walmesley Blaira, urzędnika administracji brytyjskiej i Idy Mabel Blair (z d. Limouzin). Miał dwie siostry. Od 1911 uczęszczał do St. Cyprian’s, prywatnej szkoły z internatem w Eastbourne. Stypendium (przyznane w 1917) zapewniło mu miejsce w ekskluzywnej Eton College (którą opuścił w 1921). W listopadzie 1922 wstąpił do Królewskiej Policji Imperialnej w Birmie. 1 stycznia 1928 porzucił służbę i nie powrócił z urlopu w Anglii. W latach 1928–1929 przebywał w Paryżu, gdzie opublikował swoje pierwsze artykuły.
W styczniu 1933 opublikował pierwszą książkę pod pseudonimem literackim George Orwell; była to powieść Na dnie w Paryżu i w Londynie. Przybrał artystyczny pseudonim, ponieważ chciał oszczędzić rodzinie problemów z powodu ujawnienia w książce prywatnych szczegółów ze swojego życia. Poza tym uważał swoją książkę za niewiele wartą, a swojego prawdziwego nazwiska nie lubił.
Będę używał nazwiska George Orwell, to takie dobre i takie prawdziwe angielskie nazwisko.
W czerwcu 1936 ożenił się z Irlandką Eileen O’Shaughnessy.
Brał udział w wojnie domowej w Hiszpanii w latach 1936–1937, gdzie walczył na froncie po stronie republikańskiej w milicji robotniczej antystalinowskiej Robotniczej Partii Zjednoczenia Marksistowskiego (POUM), a następnie w przybyłych z Anglii oddziałach ochotników wystawionych przez brytyjską Independent Labour Party. Był w walkach na froncie aragońskim. Po zdelegalizowaniu POUM oraz wybuchu w maju 1937 „wojny domowej w ramach wojny domowej” między anarchistami a stalinowcami, ukrywał się z żoną przed represjami. Był ścigany przez Gwardię Cywilną podczas nakazanej przez Moskwę (i kierowanej przez rezydenta NKWD Aleksandra Orłowa) akcji likwidacji POUM (w czerwcu 1937) i mordowania jej członków, łącznie z żołnierzami walczącymi na froncie. 20 maja 1937 został postrzelony przez snajpera w gardło. 20 czerwca przekroczył granicę francuską i wrócił do Anglii. Swoje wspomnienia z tego okresu zawarł w autobiograficznej książce W hołdzie Katalonii, wydanej w Anglii jeszcze w czasie trwania hiszpańskiej wojny domowej (1938), która demaskowała zbrodniczą rolę radzieckich służb specjalnych NKWD i GRU w Hiszpanii i faktyczne działania stalinowców zwalczających rewolucję.
Doświadczenia tego okresu i wynikające stąd refleksje były również źródłem dwóch jego dzieł, dzięki którym jest najszerzej znany. Są to powieści: Folwark zwierzęcy, czyli bajka polityczna (w tradycji Ezopa) – opisująca w formie przypowieści mechanizm przewrotu społecznego i jego konsekwencje, a także Rok 1984 (uznawana za jedną z pierwszych powieści fantastycznonaukowych prezentujących alternatywną przyszłość, wizję państwa totalitarnego sprawującego totalną kontrolę nad ludźmi, przeszłością i językiem, prowadzącego wojnę z innymi państwami totalitarnymi, określanej jako antyutopia).
Wiódł życie włóczęgi, był: pomywaczem, nauczycielem, zbieraczem chmielu, żebrakiem, milicjantem, policjantem, hodowcą drobiu i uprawiał warzywa, współpracował z wieloma czasopismami, pracował w BBC i był korespondentem wojennym we Francji w 1945. W 1944 razem z żoną adoptował urodzonego 14 maja Richarda Horatio, a po jej śmierci 29 marca 1945 wrócił do Anglii.
W czasie powstania warszawskiego ostro krytykował na łamach prasy postawę brytyjskiej lewicowej inteligencji wobec Polski, jej sytuacji międzynarodowej i uległość wobec Stalina, krytycznie odnosił się także do komentarzy lewicy na temat „procesu szesnastu”.
W PRL utwory Orwella były objęte zakazem publikacji (w pozostałych krajach komunistycznych samo nazwisko Orwell było tabu). Do upadku komunizmu powieść Rok 1984 była obecna w przekładzie polskim jedynie na emigracji (ukazała się bezpośrednio po wydaniu angielskim), w latach osiemdziesiątych XX wieku w wydawnictwach niezależnych (poza cenzurą) i w 1988 w obiegu oficjalnym (PIW).
George Orwell zmarł w Londynie w wieku czterdziestu siedmiu lat na gruźlicę (zachorował na nią w 1938) na kilka dni przed zamierzoną podróżą do sanatorium w Szwajcarii. Czas ostatnich trzech lat życia dzielił między łóżkiem szpitalnym, tworzeniem Roku 1984, wreszcie wyprawami ukochanym motocyklem Royal Enfield 350. 13 października 1949 w szpitalu ożenił się z Sonią Mary Brownell.
Równo w 70 lat po spisaniu przez pisarza pamiętników, Komitet Nagrody Orwellowskiej utworzył blog, na którym można śledzić przebieg życia pisarza.

## Działalność społeczna i polityczna
- 1938 w czerwcu zapisuje się do Independent Labour Party
- 1939 pod koniec roku występuje z Independent Labour Party
- 1945 w sierpniu zostaje wiceprzewodniczącym The Freedom Defence Committee (rozwiązanej w 1949) – organizacji badającej przypadki naruszania swobód demokratycznych i praw obywatelskich

## Poglądy

### Poglądy polityczne
Bliski socjalistycznej lewicy (swoje poglądy określał mianem „demokratycznego socjalizmu”), a w czasie wojny hiszpańskiej anarchizmowi; krytyk i demaskator mechanizmów zniewolenia człowieka w totalitarnych systemach komunistycznym i narodowosocjalistycznym, a także w kapitalizmie i systemie politycznym panującym w Wielkiej Brytanii. W eseju The Lion and the Unicorn: Socialism and the English Genius (1940) twierdził, że klasowy system w Wielkiej Brytanii jest przeszkodą w walce z III Rzeszą i jedynym rozwiązaniem tego problemu jest rewolucja socjalistyczna. W późniejszym okresie (po II wojnie światowej) Eric Arthur Blair był pesymistycznie nastawiony wobec wszystkich systemów politycznych, które jego zdaniem systematycznie zmierzały do narzucenia „powszechnego niewolnictwa”, jak i rewolucji, które według niego nie były już w stanie odwrócić tego trendu.
W 1944 w czasie powstania warszawskiego wystąpił w obronie Polaków i skrytykował zachowawcze nastawienie angielskiej inteligencji wobec polityki Józefa Stalina. Zarzucił jej tchórzostwo i obłudę oraz cichą aprobatę sowieckiej polityki wobec Polski.

Chciałem zaprotestować przeciwko tchórzliwemu nastawieniu do powstania w Warszawie brytyjskiej prasy[...]. Generalnie zostało stworzone wrażenie, że Polacy zasługują na klęskę, nawet jeżeli robią dokładnie to, do czego nawołują ich alianckie rozgłośnie w ostatnich latach [...]. To jest moje przesłanie skierowane do lewicowych dziennikarzy i generalnie do całej inteligencji. Pamiętajcie, że każdy z was zapłaci za swoją nieszczerość i tchórzostwo. Nawet nie myślcie, że przez lata będziecie służalczo lizać buty sowieckiego reżimu, albo jakiegokolwiek w ogóle, i nagle znowu powrócicie do duchowej przyzwoitości. Raz się skurwisz – kurwą zostaniesz.

### Poglądy religijne
Orwell był ateistą. Pomimo tego, regularnie uczestniczył w życiu społecznym i obywatelskim Kościoła, w tym uczestniczył w Komunii Świętej Kościoła Anglii. Uznając tę sprzeczność, powiedział kiedyś: „Wydaje się raczej podłe iść do Komunii Świętej, gdy się nie wierzy, ale udaję pobożnego i nie pozostaje nic innego, jak nadążać za oszustwem”.

## Twórczość
Dzieła Orwella na język polski tłumaczyli: Teresa Jeleńska, Juliusz Mieroszewski, Anna Husarska, Anna Przestrzelska, Roman Zimand (Orwell i o nim), Anna Małecka (zbiór esejów Historię piszą zwycięzcy), Tomasz Mirkowicz, Barłomiej Zborski (przed 1989 pod pseudonimem H. Lewis Allways). Ze względu na przejście twórczości Orwella do domeny publicznej w 2021, pojawiły się nowe tłumaczenia jego tekstów, m.in. Tomasza Bieronia, Grzegorza Strzebońskiego, Roberta Sudóła, Małgorzaty Kaczorowskiej, Marcina Barskiego czy Jana Dzierzgowskiego.
Na polskim rynku istnieje również jedno wydanie jego sztuki teatralnej Król Karol II. Napisał ją dla swoich uczniów podczas pracy w „The Hawthorns” w 1932, a praca nad przygotowaniem przedstawienia trwała większą część semestru.

### Powieści
| Rok wydania polskiego przekładu | Tytuł polski                  | Wydawca polski                                                | Rok wydania | Tytuł oryginalny                 | Wydawca oryginału   |
| ------------------------------- | ----------------------------- | ------------------------------------------------------------- | ----------- | -------------------------------- | ------------------- |
| 1992                            | Na dnie w Paryżu i w Londynie | Graf                                                          | 1933        | Down and out in Paris and London | Victor Gollancz Ltd |
| 1997                            | Birmańskie dni                | Wydawnictwo Rachocki                                          | 1934        | Burmese Days: A Novel            | Harper & Brothers   |
| 1992                            | Córka proboszcza              | Polska Oficyna Wydawnicza „BGW”                               | 1935        | A Clergyman’s Daughter           | Victor Gollancz Ltd |
| 1985                            | Wiwat Aspidistra              | Wydawnictwo Literackie                                        | 1936        | Keep the Aspidistra Flying       | Victor Gollancz Ltd |
| 2005                            | Droga na molo w Wigan         | Bellona                                                       | 1937        | The Road to Wigan Pier           | Victor Gollancz Ltd |
| 1985                            | W hołdzie Katalonii           | Oficyna Literacka                                             | 1938        | Homage to Catalonia              | Secker & Warburg    |
| 1997                            | Brak tchu                     | Rachocki i S-ka                                               | 1939        | Coming Up for Air                | Victor Gollancz Ltd |
| 1947                            | Folwark zwierzęcy             | Wydawnictwo Światowego Związku Polaków z Zagranicy „Światpol” | 1945        | Animal Farm: A Fairy Story[2]    | Secker & Warburg    |
| 1953                            | Rok 1984                      | Instytut Literacki                                            | 1949        | Nineteen Eighty-Four             | Secker & Warburg    |

### Felietonyieseje
W języku polskim wydano zbiory: Eseje (1981), I ślepy by dostrzegł (1981), Historię piszą zwycięzcy (1991), Anglicy i inne eseje (2002, 2013), Jak mi się podoba (2009), Kilka myśli o ropusze zwyczajnej (2011), Hitler, Stalin, Dali i Czerwony Kapturek (2013), Gandhi w brzuchu wieloryba (2014), Czy naprawdę schamieliśmy? (2021) oraz Dzienniki wojenne (2006) zawierające m.in. fragmenty dziennika z czasów wojny, teksty audycji BBC, które Orwell przygotowywał jako pracownik Ministerstwa Propagandy, instrukcje dla dowodzonego przezeń oddziału Home Guard oraz korespondencje wojenne z wyzwolonej Europy. Hołd dla Katalonii i inne teksty z hiszpańskiej wojny domowej (2006) zawierają również osobno opublikowaną relację W hołdzie Katalonii (1985 w Polsce) oraz wszelkie inne teksty dotyczące tego konfliktu, m.in. relacje w prywatnych listach, recenzje dzieł na temat tej wojny, fragmenty przeglądu wiadomości dla BBC.
| Tytuł polski                                                               | Tytuł oryginalny                                              | Rok wydania               | Miejsce publikacji                | Rok wydania w Polsce (lub w drugim obiegu) | Miejsce polskiej publikacji                                    |
| -------------------------------------------------------------------------- | ------------------------------------------------------------- | ------------------------- | --------------------------------- | ------------------------------------------ | -------------------------------------------------------------- |
| Jeden dzień z życia włóczęgi                                               | La Journée d’un Tramp                                         | 1929                      | „Le Progrès civique”              | 2011                                       | Kilka myśli o ropusze zwyczajnej                               |
| Schronisko dla włóczęgów                                                   | The Spike                                                     | 1931                      | „The Adelphi”                     | 1990                                       | I ślepy by dostrzegł                                           |
| Wieszanie                                                                  | A Hanging                                                     | 1931                      | „The Adelphi”                     | 1985                                       | Eseje                                                          |
| Zabójcy słonia                                                             | Shooting an Elephant                                          | 1936                      | „New Writing”                     | 1985                                       | Eseje                                                          |
| Wspomnienia księgarskie                                                    | Bookshop Memories                                             | 1936                      | „Fortnightly Review”              | 1985                                       | Eseje                                                          |
| Przecieki z Hiszpanii                                                      | Spilling the Spanish Beans                                    | 1937                      | „New English Weekly”              | 2006                                       | Hołd dla Katalonii i inne teksty o hiszpańskiej wojnie domowej |
| Karol Dickens                                                              | Charles Dickens                                               | 1939                      | Inside the Whale and Other Essays | 2002                                       | Anglicy i inne eseje                                           |
| Cesarskie cięcie w Hiszpanii                                               | Caesarean Section in Spain                                    | 1939                      | „The Highway”                     | 2006                                       | Hołd dla Katalonii i inne teksty o hiszpańskiej wojnie domowej |
| Tygodniki dla chłopców                                                     | Boys’ Weeklies                                                | 1940                      | „Horizon”                         | 2002                                       | Anglicy i inne eseje                                           |
| W brzuchu wieloryba                                                        | Inside the Whale                                              | 1940                      | Inside the Whale and Other Essays | 2014                                       | Gandhi w brzuchu wieloryba                                     |
| Recenzja Mein Kampf Adolfa Hitlera (w pełnym tłumaczeniu)                  | Review of Mein Kampf by Adolf Hitler                          | 1940                      | „New English Weekly”              | 1990                                       | I ślepy by dostrzegł                                           |
| Notatki w drodze                                                           | Notes on the Way                                              | 1940                      | „Time and Tide”                   | 1990                                       | I ślepy by dostrzegł                                           |
| Drogi doktorze Goebbels – pańscy brytyjscy przyjaciele jadają wyśmienicie! | Dear Doktor Goebbels – Your British Friends Are Feeding Fine! | 1941                      | „Daily Express”                   | 2014                                       | Gandhi w brzuchu wieloryba                                     |
| Lew i nosorożec: Anglia, twoja Anglia                                      | The Lion and the Unicorn: Socialism and the English Genius    | 1941                      | Searchlight Books No 1            | 1948                                       | fragmenty opublikowane w „Kultura” nr 4                        |
| Wells, Hitler i państwo światowe                                           | Wells, Hitler and the World State                             | 1941                      | „Horizon”                         | 2002                                       | Anglicy i inne eseje                                           |
| Sztuka Donalda McGilla                                                     | The Art of Donald McGill                                      | 1941                      | „Horizon”                         | 2002                                       | Anglicy i inne eseje                                           |
| Dzień robotnika drogowego                                                  | A Roadman’s Day                                               | 1941                      | „Picture Post”                    | 2011                                       | Kilka myśli o ropusze zwyczajnej                               |
| Pieniądze i armaty                                                         | Money and Guns                                                | 1942                      | „Through Eastern Eyes”            | 2014                                       | Gandhi w brzuchu wieloryba                                     |
| Rudyard Kipling                                                            | Rudyard Kipling                                               | 1942                      | „Horizon”                         | 2021                                       | Czy naprawdę schamieliśmy?                                     |
| Wspominając wojnę w Hiszpanii                                              | Looking Back on the Spanish War                               | 1943                      | „New Road”                        | 1985                                       | Eseje                                                          |
| Trzylecie Home Guard, wyjątkowego przykładu stabilności                    | Three Years of Home Guard                                     | 1943                      | „The Observer”                    | 2021                                       | Czy naprawdę schamieliśmy?                                     |
| Przywilej kleru, kilka uwag o Salwadorze Dalim                             | Benefit of Clergy: Some notes on Salvador Dali                | 1944                      | wycofany z druku Saturday Books   | 1990                                       | I ślepy by dostrzegł                                           |
| Arthur Koestler                                                            | Arthur Koestler                                               | 1944                      | „Tribune”                         | 1985                                       | Orwell i o nim                                                 |
| Raffles i panna Blandish                                                   | Raffles and Miss Blandish                                     | 1944                      | „Horizon”                         | 1948                                       | „Kultura” nr 4                                                 |
| Osiem lat wojny: wspomnienia z Hiszpanii                                   | The Eight Years of War: Spanish Memories                      | 1944                      | „The Observer”                    | 2006                                       | Hołd dla Katalonii i inne teksty o hiszpańskiej wojnie domowej |
| Uwagi o nacjonalizmie                                                      | Notes on Nationalism                                          | 1945                      | „Polemic”                         | 1974                                       | „Aneks” nr 6                                                   |
| Ty i bomba atomowa                                                         | You and the Atom Bomb                                         | 1945                      | „Tribune”                         | 1974                                       | „Aneks” nr 6                                                   |
| Antysemityzm w Wielkiej Brytanii                                           | Antisemitism in Britain                                       | 1945                      | „Contemporary Jewish Record”      | 2002                                       | Anglicy i inne eseje                                           |
| Gorzki smak zemsty                                                         | Revenge Is Sour                                               | 1945                      | „Tribune”                         | 2013                                       | Hitler, Stalin, Dali i Czerwony Kapturek                       |
| Precz z garniturami!                                                       | Banish This Uniform                                           | 1945                      | „Evening Standard”                | 2013                                       | Hitler, Stalin, Dali i Czerwony Kapturek                       |
| Chude święta dla dzieci                                                    | Bare Christmas for the Children                               | 1945                      | „Evening Standard”                | 2013                                       | Hitler, Stalin, Dali i Czerwony Kapturek                       |
| Popierajmy kominki!                                                        | The Case for the Open Fire                                    | 1945                      | „Evening Standard”                | 2013                                       | Hitler, Stalin, Dali i Czerwony Kapturek                       |
| W obronie angielskiej kuchni                                               | In Defence of English Cooking                                 | 1945                      | „Evening Standard”                | 1990                                       | I ślepy by dostrzegł                                           |
| Pod Zanurzonym Księżycem                                                   | The Moon Under Water                                          | 1946                      | „Evening Standard”                | 2011                                       | Kilka myśli o ropusze zwyczajnej                               |
| „Podły” klimat to najlepszy klimat                                         | „Bad” Climates Are Best                                       | 1946                      | „Evening Standard”                | 2011                                       | Kilka myśli o ropusze zwyczajnej                               |
| Jak umierają ubodzy                                                        | How the Poor Die                                              | 1946                      | „Now”                             | 1990                                       | I ślepy by dostrzegł                                           |
| Polityka przeciw literaturze: analiza Podróży Gullivera                    | Politics vs. Literature: An Examination of Gulliver’s Travels | 1946                      | „Polemic”                         | 2002                                       | Anglicy i inne eseje                                           |
| Czy naprawdę schamieliśmy? A skądże                                        | But Are We Really Ruder? No                                   | 1946                      | „Evening Standard”                | 2021                                       | Czy naprawdę schamieliśmy?                                     |
| Refleksje nad Jamesem Bunhamem                                             | Second Thoughts on James Burnham                              | 1946                      | „Polemic”                         | 2002                                       | Anglicy i inne eseje                                           |
| Zwierzenia recenzenta książek                                              | Confessions of a Book Reviewer                                | 1946                      | „Tribune”                         | 1990                                       | I ślepy by dostrzegł                                           |
| Kilka myśli o ropusze zwyczajnej                                           | Some Thoughts on the Common Toad                              | 1946                      | „Tribune”                         | 2011                                       | Kilka myśli o ropusze zwyczajnej                               |
| I ślepy by dostrzegł                                                       | In Front of Your Nose                                         | 1946                      | „Tribune”                         | 1990                                       | I ślepy by dostrzegł                                           |
| W obronie P.G. Wodehouse’a                                                 | In Defence of P.G. Wodehouse                                  | 1946                      | „The Windmill”                    | 2014                                       | Gandhi w brzuchu wieloryba                                     |
| Dlaczego piszę                                                             | Why I Write                                                   | 1946                      | „Gangrel”                         | 1981                                       | „Puls” nr 11/12                                                |
| Zabójcy słowa                                                              | The Prevention of Literature                                  | 1946                      | „Polemic”                         | 1974                                       | „Aneks” nr 6                                                   |
| Książki przeciw papierosom                                                 | Books vs cigarettes                                           | 1946                      | „Tribune”                         | 2021                                       | Czy naprawdę schamieliśmy?                                     |
| Filiżanka dobrej herbaty                                                   | A Nice Cup of Tea                                             | 1946                      | „Evening Standard”                | 1990                                       | I ślepy by dostrzegł                                           |
| To tylko starszyzna – lecz któż jej się oprze?                             | Just Junk – but Who Could Resist It?                          | 1946                      | „Evening Standard”                | 2011                                       | Kilka myśli o ropusze zwyczajnej                               |
| Wyznania recenzenta książek                                                | Confessions od a Book Reviewer                                | 1946                      | „Tribune”                         | 2013                                       | Hitler, Stalin, Dali i Czerwony Kapturek                       |
| Wolność i szczęście – recenzja My Eugeniusza Zamiatina                     | Freedom and Happiness                                         | 1946                      | „Tribune”                         | 2013                                       | Hitler, Stalin, Dali i Czerwony Kapturek                       |
| Lir, Tołstoj i błazen                                                      | Lear, Tolstoy and the Fool                                    | 1947                      | „Polemic”                         | 2002                                       | Anglicy i inne eseje                                           |
| Refleksje o Gandhim                                                        | Reflections on Gandhi                                         | 1949                      | „Partisan Review”                 | 1990                                       | I ślepy by dostrzegł                                           |
| Takie, takie to były radości                                               | Such, Such Were the Joys                                      | 1952 (napisany w 1946 r.) | „Partisan Review”                 | 2000                                       | „Przegląd Polityczny” nr 43                                    |

### Poezje
- Untitled poem, 1914 (poezja publikowana w prasie lokalnej)
- Kitchener, 1916
- The Pagan, 1918
- Our Hearts Are Married, But We Are Too Young, 1918
- Ironic Poem about Prostitution
- The Lesser Evil
- Poem from Burma, ~1922
- A Little Poem, 1936

### Miejsca publikacji
- „Monde”
- „Tribune”
- „Partisan Review”
- „The Observer”
- „Horizon”
- „New Statesman and the Nation”
- „Nation”
- „Poetry London”
- „New Road”
- „Manchester Evening News”
- „New Leader”
- „Evening Standard”
- „The Adelphi”
- „New English Weekly”